# Palindroompriemgetal
Een palindroompriemgetal is een priemgetal dat tevens een palindroomgetal is. Palindroomheid hangt af van het grondtal van het talstelsel en van de daarbij gebruikelijke schrijfwijze, terwijl priemheid daar onafhankelijk van is. De eerste decimale palindroompriemgetallen zijn:
2, 3, 5, 7, 11, 101, 131, 151, 181, 191, 313, 353, 373, 383, 727, 757, 787, 797, 919, 929, 10301, 10501, … 
Met uitzondering van het getal 11 bestaan alle palindroompriemgetallen uit een oneven aantal cijfers, aangezien de regel voor deelbaarheid door 11 impliceert dat elk palindroomgetal met een even aantal cijfers een veelvoud van 11 is (en dus geen priemgetal).
Onbekend is of er oneindig veel palindroompriemgetallen in het decimaal talstelsel zijn. Het grootste momenteel(april 2020) bekende palindroompriemgetal is 474.501 cijfers lang, en bedraagt:
10474500 + 999 × 10237249 + 1
Dit getal is in november 2014 gevonden door Serge Batalov.
Anderzijds is wèl bekend dat, voor ieder grondtal, bijna alle palindroomgetallen geen priemgetal zijn, dat wil zeggen: de numerieke verhouding van niet-priem palindroomgetallen en alle palindroomgetallen kleiner dan n gaat asymptotisch naar 1 bij stijgende n.
In het tweetallig (binair) talstelsel omvat de verzameling van palindroompriemgetallen de Mersennepriemgetallen en de Fermat-priemgetallen. Alle binair geschreven palindroompriemgetallen – behalve binair 11 (decimaal 3) – hebben een oneven aantal cijfers, want binaire palindroomgetallen met een even aantal cijfers zijn deelbaar door binair 11 (decimaal 3). De reeks van binaire palindroompriemgetallen begint als volgt:
11, 101, 111, 10001, 11111, 1001001, 1101011, 1111111, 100000001, 100111001, 110111011, ... 
De palindroompriemgetallen in het twaalftallig stelsel (waarbij ᘔ wordt gebruikt voor tien en Ɛ voor elf) zijn:
2, 3, 5, 7, Ɛ, 11, 111, 131, 141, 171, 181, 1Ɛ1, 535, 545, 565, 575, 585, 5Ɛ5, 727, 737, 747, 767, 797, Ɛ1Ɛ, Ɛ2Ɛ, Ɛ6Ɛ, ...
Een bekend palindroompriemgetal is 1000000000000066600000000000001, priemgetal van Belphegor genaamd. Blikvanger is de cijfercombinatie 666 (het getal van het Beest) in het midden. Een ander 'beestachtig' palindroompriemgetal is 700666007.
Ribenboim definieert een "drievoudig palindroompriemgetal" als een priemgetal p waarvoor geldt: p is een palindroompriemgetal bestaande uit q cijfers, waarbij q een palindroompriemgetal is bestaande uit r cijfers, waarbij ook r een palindroompriemgetal is. Bijvoorbeeld: p = 1011310 + 4661664 × 105652 + 1, dat uit q = 11311 cijfers bestaat, en 11311 bestaat uit r = 5 cijfers. Het kleinste drievoudig palindroompriemgetal is het 11-cijferige getal 10000500001.